# Ferrino
Ferrino S.p.A. è un'azienda italiana di attrezzature ed abbigliamento per la montagna, fondata a Torino nel 1870.

## Storia
In via Nizza a Torino, Cesare Ferrino che vendeva vernici, decise di sperimentare nuove soluzioni per impermeabilizzare i tessuti in generale e quindi applicabili a diversi tipi di impieghi.
Già nel 1890 il marchio diventò ben noto agli amanti delle tende ora maggiormente impermeabili. Anche la Fiat inizia ad interessarsi a questo tipo di materiale.
Negli anni le tende Ferrino diventarono sempre maggiormente note, in Italia e all'estero. Nel 1910 la Ferrino iniziò a produrre in serie la tenda denominata "Cervino". Nel 1937 in uno dei suoi viaggi nella Terra del Fuoco, Alberto Maria De Agostini montò il modello "Neghelli". Nel 1940 uscì il modello "Alpina", capace di resistere ai venti d'alta quota mediante l'utilizzo di un terzo telo esterno.
Superati gli anni del dopoguerra, riprese anche la voglia di dormire all'aria aperta, e anche l'impresa Ferrino riuscì a riprendere l'attività.
Nel 1973 realizza il modello isotermico "Afghan" con un peso di soli 7,4 chilogrammi. Anche con l'aiuto prezioso di Reinhold Messner, nel 1984 si iniziarono ad intravedere i primi modelli a cupola, che lo scalatore utilizzò per le sue scalate sul Gasherbrum I e II.
Nel 1994 Ferrino fece costruire un laboratorio a 3585 metri d'altezza presso il rifugio Quintino Sella sul monte Rosa, dove oltre agli escursionisti, anche alcuni scienziati possono studiare nuove tecnologie, che portarono il marchi ad aprirsi ad alcune imprese estreme, come quella del 1997 dove il modello "Ultima" divenne fedele compagna dell'attraversata di 2854 chilometri dell'Antartide per Borge Ousland. Lo stesso modello consentì la sopravvivenza nel deserto cinese Taklamakan per 24 giorni a Carla Perrotti.
Dal 2000 Ferrino affianca il team "La Venta" con cui inizia a studiare i ghiacciai dell'Islanda, delle Alpi, della Patagonia e dell'Antartide. Nel 2002 è invece Mike Horn che in 20 mesi ed in 20 000 chilometri attraversa il territorio dell'Artico dotato del modello "M.L.H. Evolution". Nel 2004 è sponsor della spedizione italiana "K2 50 anni dopo", in memoria di quella effettuata nel 1954.
Di nuovo accanto al team "La Venta" nel 2006 Ferrino partecipa al progetto triennale Naica dove si procede all'esplorazione e alla rilevazione speleologica della grotta dei Cristalli in Messico, dove le temperature sono attorno ai 45-48 °C e vi è un'umidità del 100 %. Per sostenere il team di ricerca, Ferrino sviluppa una tuta che permette all'essere umano di poter resistere a condizioni estreme per circa 80 minuti.
Da anni Ferrino fornisce attrezzature ad alcune associazioni tra cui il Dipartimento della Protezione Civile, la Croce Rossa, Medici senza Frontiere, Emergency e il Corpo nazionale soccorso alpino e speleologico.
Nel gennaio 2008 rientra sotto il marchio Ferrino uno dei maggiori produttori di racchette da neve, ovvero Baldas.

## Stabilimenti
- San Mauro Torinese
- Torino